# Sexor
Sexor – debiutancki album kanadyjskiego DJ-a i producenta muzycznego Tigi, wydany 6 lutego 2006 przez wytwórnię płytową Different.

## Utwory
1. Welcome To Planet Sexor (0:50)
2. (Far From) Home (2:43)
3. You Gonna Want Me (3:57)
4. High School (2:42)
  1. Jamaican Boa (Interlude) (0:30)
5. Louder Than a Bomb (3:16)
6. Pleasure From The Bass (3:50)
7. Who's That? (1:13)
8. Down In It (3:30)
9. The Ballad Of Sexor (3:22)
10. Good As Gold (7:13)
  1. Flexible Skulls (Interlude) (0:29)
11. (Far From) Home (The Speed Of Sexor Reprise) (4:32)
12. Burning Down The House (4:07)
13. 3 Weeks (4:19)
14. Brothers (5:04)
  1. Sir Sir Sir (3:35)